# ريد دتون
ريد دتون هو لاعب هوكي جليد كندي، ولد في 23 يوليو 1897 في Russell, Manitoba ‏ في كندا، وتوفي في 15 مارس 1987 في كالغاري في كندا.

## وصلات خارجية
- ريد دتون على موقع دوري الهوكي الوطني (الإنجليزية)
- ريد دتون على موقع HockeyDB.com (الإنجليزية)
- ريد دتون على موقع Hockey-Reference.com (الإنجليزية)
- ريد دتون على موقع قاعة مانيتوبا للمشاهير الرياضية (الإنجليزية)